# Исхакзай, Абдул Хаким
Абду́л Хаки́м Исхакза́й (пушту عبد الحكيم اسحاقزى‎ МФА: [abdʊl haˈkim ɪshaqzai]; род. 1967), также известный как Абду́л Хаки́м Хакка́ни (пушту عبد الحكيم حقاني‎ МФА: [ˈabdʊl haˈkim haqɑˈni]) и Абду́л Хаки́м Ша́ри (пушту عبدالحکیم شرعی‎ МФА: [abdʊl haˈkim ʃaˈrai]; также пишется Шарай или Шариат), афганский исламский учёный, писатель — председатель Верховного суда Исламского Эмирата Афганистан с 28 октября 2021 года и министр юстиции Афганистана. Также занимал пост главного судьи Верховного суда в предыдущем правительстве. Был председателем переговорной группы в катарском офисе. Является одним из основателей движения «Талибан» и был близким соратником покойного лидера муллы Мохаммеда Омара.

## Ранний период жизни
Родился в семье Мавлави Худайдада в 1967 году в районе Панджвайи провинции Кандагар, Афганистан. Окончил Дарул Улум Хаккания, исламскую семинарию Деобанди в Пакистане и преподавал там.

## Карьера

### Судебная власть
Во время правления первого Исламского Эмирата, помимо преподавательской деятельности, также служил в Апелляционном суде и в Центральном Даруль-Ифте. После назначения Хайбатуллы Ахундзады верховным главнокомандующим Талибана, он был назначен главным судьёй.

### Дипломатия
В сентябре 2020 года был назначен главным переговорщиком талибов по мирным переговорам в Катаре с правительством Афганистана, заменив Шера Мохаммада Аббаса Станикзая, который стал его заместителем в переговорной группе из 21 члена.
23 января 2025 года прокурор МУС запросил ордер на его арест и верховного лидера Талибана Хайбатуллы Ахундзады, обвиняя их в совершении преступлений против человечности. Ордера на арест были выданы 8 июля 2025 года.